# Weehawken
Weehawken [ˌwiːhɑːkˈən] ist eine Township im Hudson County des Bundesstaats New Jersey in den USA. Das U.S. Census Bureau hat bei der Volkszählung 2020 eine Einwohnerzahl von 17.197 ermittelt.

## Geographie
Weehawken liegt in der New York Metropolitan Area am Westufer des Hudson Rivers, gegenüber der südlichen Hälfte von Manhattan, zwischen Hoboken im Süden und West New York im Norden. Westlich grenzt Union City an, mit der sich Weehawken einen Abschnitt der Park Avenue teilt.
Nach den Angaben des United States Census Bureaus hat die Stadt eine Gesamtfläche von 3,9 km², wovon 2,2 km² Land und 1,7 km² (43,71 %) Wasser ist.

## Geschichte
Am 11. Juli 1804 ereignete sich hier ein Duell zwischen Aaron Burr, der zu der Zeit Vizepräsident unter Thomas Jefferson war, und Alexander Hamilton, einem der Gründerväter der Vereinigten Staaten. Hamilton starb einen Tag später an einer Verletzung.

## Demographie
Nach der Volkszählung von 2000 gibt es 13.501 Menschen, 5.975 Haushalte und 3.059 Familien in der Stadt. Die Bevölkerungsdichte beträgt 6.132,7 Einwohner pro km2. 73,05 % der Bevölkerung sind Weiße, 3,58 % Afroamerikaner, 0,20 % amerikanische Ureinwohner, 4,67 % Asiaten, 0,10 % pazifische Insulaner, 13,94 % anderer Herkunft und 4,47 % Mischlinge. 40,64 % sind Latinos unterschiedlicher Abstammung.
Von den 5.975 Haushalten haben 20,1 % Kinder unter 18 Jahre. 35,1 % davon sind verheiratete, zusammenlebende Paare, 11,7 % sind alleinerziehende Mütter, 48,8 % sind keine Familien, 35,6 % bestehen aus Singlehaushalten und in 8,2 % Menschen sind älter als 65. Die Durchschnittshaushaltsgröße beträgt 2,26, die Durchschnittsfamiliengröße 3,02.
16,6 % der Bevölkerung sind unter 18 Jahre alt, 8,9 % zwischen 18 und 24, 42,4 % zwischen 25 und 44, 19,9 % zwischen 45 und 64, 12,2 % älter als 65. Das Durchschnittsalter beträgt 35 Jahre. Das Verhältnis Frauen zu Männern beträgt 100:95,1, für Menschen älter als 18 Jahre beträgt das Verhältnis 100:92,9.
Das jährliche Durchschnittseinkommen der Haushalte beträgt 50.196 USD, das Durchschnittseinkommen der Familien 52.613 USD. Männer haben ein Durchschnittseinkommen von 41.307 USD, Frauen 36.063 USD. Das Prokopfeinkommen der Stadt beträgt 29.269 USD. 11,4 % der Bevölkerung und 9,3 % der Familien leben unterhalb der Armutsgrenze, davon sind 18,0 % Kinder oder Jugendliche jünger als 18 Jahre und 11,3 % der Menschen sind älter als 65.

## Wirtschaft
Die geplante Formel-1-Rennstrecke New Jersey liegt im Stadtgebiet von Weehawken und West New York. Auf der Strecke sollte ab 2013 der Große Preis von Jersey ausgetragen werden, dazu kam es jedoch aufgrund finanzieller Schwierigkeiten des Veranstalters weder in der Saison 2013 noch 2014. Es besteht ein Vertrag über 10 Rennsaisons. Durch das jährliche Rennen werden große Besucherzahlen erwartet.

## Persönlichkeiten

### Söhne und Töchter des Township
- Francis Bitter (1902–1967), Physiker
- Frank Tashlin (1913–1972), Animator, Drehbuchautor und Regisseur
- Eleanor Leacock (1922–1987), feministische Anthropologin
- John Diebold (1926–2005), Unternehmer
- Edward Feigenbaum (* 1936), Informatiker und Turingpreisträger
- Wilbur Ross (* 1937), Handelsminister
- Gerard Schwarz (* 1947), Trompeter, Dirigent
- Roger Bischoff (* 1947), Bildhauer und Maler
- Kate Pierson (* 1948), Musikerin
- Cassandra Cruz (* 1982), Pornodarstellerin und Schauspielerin

### Persönlichkeiten, die im Ort gewirkt haben
- Die „Jazz-Baroness“ Pannonica de Koenigswarter – eine Angehörige der berühmten Rothschild-Familie – hatte eine Villa in Weehawken.
- Der Jazz-Pianist Thelonious Monk verstarb am 17. Februar 1982 in der Villa von Koenigswarter.